# 龙山满族乡
龙山满族乡是中华人民共和国吉林省长春市公主岭市下辖的一个民族乡。

## 行政区划
龙山满族乡下辖以下村级行政区划单位：
民族村、和平村、泉眼村、翻身村、建设村、沿河村、仙山村和土门岭村。